# Tweede Kamerverkiezingen 1981/Kandidatenlijst/PvdA
Dit is de kandidatenlijst voor de Tweede Kamerverkiezingen 1981 van de Partij van de Arbeid. De partij had een lijstverbinding met de PPR.

## De lijst
De lijst verschilde per kieskring, waarbij in enkele kieskringen de lijsten overeenkwamen. Alle lijsten hadden gemeen dat ze werden aangevoerd door partijleider Joop den Uyl.
- vet: verkozen
- schuin: voorkeurdrempel overschreden

### 's-Hertogenbosch
1. Joop den Uyl[1] - 146.843 stemmen[2]
2. Bram Stemerdink - 1.289[3]
3. Joop Worrell - 260
4. Ina Müller-van Ast - 1.688[3]
5. Dick de Cloe[4] - 234
6. Hans Dona - 278
7. Owen Venloo - 61[5]
8. Eveline Herfkens[4] - 100[6]
9. Leo van der Have - 95
10. Will van den Elsen - 153
11. Wim Sinnige - 22[7]
12. Harry Mulders - 254
13. P.G.M. Tielemans - 335
14. Jos van Kemenade[8] - 488[9]

### Tilburg
1. Joop den Uyl[1] - 132.306 stemmen[2]
2. Frits Castricum - 655[10]
3. Frits Niessen - 368
4. Henk Hartmeijer - 594
5. Eveline Herfkens[4] - 769[6]
6. Paula Biersma-Brounts - 394
7. Pijkel Schröder - 133[11]
8. Jan van Bergen - 479
9. Rob Tazelaar[8] - 20[10]
10. Peter van der Velden - 272
11. Arie Vermeulen - 103
12. Ans Mennen-Rost - 113
13. Koos Dreef - 127
14. Arnold van der Graaf - 99
15. Henk Hellegers - 117
16. Rita Barto-van Wijngaarden - 98
17. Christ Crul - 144
18. Jeroen Hendriksen - 64
19. Joos Jamin - 42
20. Yvonne van den Ende-de Jong - 129
21. Anton van Loon - 31
22. Peter Moerenhout - 46
23. Ineke Satijn-Nootenboom - 56
24. Elske ter Veld[4] - 152[11]

### Arnhem, Nijmegen
1. Joop den Uyl[1] - 274.801 stemmen[2]
2. Jos van Kemenade - 1.896[9]
3. Rie de Boois - 2.675
4. David van Ooijen - 920[3]
5. Kees van den Anker - 359[10]
6. Rob Tazelaar - 138[10]
7. Eveline Herfkens[4] - 935[6]
8. Arie de Graaf - 492
9. Christien Stigter - 326
10. Frans Leijnse - 36[3]
11. Han Floor - 160
12. Auke de Vries - 301
13. Bert Strijbos - 628[10]
14. Jacques Wallage[12] - 66[5]
15. Françoise Hermans-van Charante - 387
16. Arend Voortman - 195
17. Elske ter Veld[4] - 397[11]
18. Marcel van Dam[13] - 1.149[9]
19. Jan van der Laan - 83
20. Wim Meijer[14] - 82[15]
21. Pijkel Schröder - 151[11]
22. Bert Ploegmakers - 151
23. Hans Droppert - 79
24. Walter Bohle - 24[10]
25. Willemien Ruygrok - 220
26. Jacques Pouwels - 81
27. Rob Bakker - 48
28. Ton Jansen - 23
29. Ton Ebben - 231
30. Jan Nagel - 88

### Rotterdam
1. Joop den Uyl[1] - 155.441 stemmen[2]
2. Meiny Epema-Brugman - 1.243[3]
3. Hans Kombrink - 1.205[5]
4. Frans Moor - 190
5. Piet de Visser[4] - 336
6. Ria Jaarsma-Buijserd - 310[5]
7. Elske ter Veld[4] - 170[11]
8. Leen Hoffman - 44[3]
9. Elizabeth Schmitz - 228
10. Manuel Kneepkens - 108
11. Ton Waarts - 31
12. Jaap Wolf - 39
13. Jan Rotmeijer - 53
14. Piet Hoogendoorn - 121
15. A.J.M. Huijgevoort - 26
16. F. Hazewinkel - 58
17. Eveline Herfkens[4] - 61[6]
18. Peter Patijn - 99
19. Saskia Stuiveling - 55
20. Jaap Huurman - 11[10]
21. D. Klaassen - 58
22. F.A.A. Beerenbroek - 54
23. Joop Pison - 8[10]
24. Coos Huijsen - 8[7]
25. Henk Vos - 11[5]
26. Arie van der Hek[16] - 37[15]
27. Relus ter Beek[17] - 17[7]
28. Wim Meijer[14] - 173[15]

### 's-Gravenhage
1. Joop den Uyl[1] - 83.939 stemmen[2]
2. Stan Poppe - 559[3]
3. René Toussaint - 170
4. Jos van Kemenade[8] - 262[9]
5. Eveline Herfkens[4] - 889[6]
6. Jaap Huurman - 119[10]
7. Gerrit-Jan van Otterloo - 121
8. Elske ter Veld[4] - 301[11]
9. Theo de Boer - 191
10. Hein Roethof[13] - 42[7]
11. Marcel van Dam[13] - 536[9]
12. Pijkel Schröder - 45[11]
13. Paula Wassen-van Schaveren - 169[15]
14. Frans Leijnse - 11[3]
15. Wim Meijer[14] - 37[15]
16. Jaap van der Doef[18] - 57[3]
17. Arie van der Hek[16] - 18[15]
18. Ineke Haas-Berger[12] - 64[5]
19. Schelto Patijn[16] - 12[7]
20. Wim Sinnige - 6[7]
21. Hans Kombrink[19] - 54[5]
22. Willem Vermeend - 1[3]
23. Bram Stemerdink[20] - 14[3]
24. Gerard Heijne den Bak - 2[7]
25. Ina Müller-van Ast[20] - 59[3]
26. Wijnie Jabaaij[16] - 133[10]
27. Klaas George de Vries[16] - 16[7]
28. Piet Stoffelen[21] - 1[3]
29. David van Ooijen[8] - 25[3]
30. Dirk Dolman[16] - 208[7]

### Leiden, Dordrecht
1. Joop den Uyl[1] - 326.112 stemmen[2]
2. Max van der Stoel - 2.981[7]
3. Schelto Patijn - 423[7]
4. Arie van der Hek - 513[15]
5. Klaas George de Vries - 198[7]
6. Dirk Dolman - 1.070[7]
7. Wijnie Jabaaij - 2.502[10]
8. Henk Veldhoen[4] - 256
9. Elske ter Veld[4] - 673[11]
10. Willem Vermeend - 183[3]
11. Paula Wassen-van Schaveren - 2.187[15]
12. J. Koopman - 83
13. Frans Leijnse - 117[3]
14. Tineke Dekkinga - 108
15. Len Edzes-van Loon - 266
16. José Hageman - 167
17. Arend Ketting - 283
18. Arie de Jong - 98
19. Wim Hommels - 141
20. John Ranshuijsen - 215
21. Leen Hoffman - 74[3]
22. Johan van Workum - 17
23. Wim Stout - 122
24. Kees van der Zalm - 28
25. Gerard van der Horst - 29[10]
26. Hans Erasmus - 20
27. Cees van der Meer - 155
28. Marietje van der Molen-van Rossen - 318
29. Meiny Epema-Brugman[19] - 341[3]
30. Marcel van Dam[13] - 1.234[9]

### Amsterdam
1. Joop den Uyl[1] - 143.870 stemmen[2]
2. Ed van Thijn - 2.438[22]
3. Nora Salomons - 4.106[7]
4. Jules de Waart - 180
5. Jeltje van Nieuwenhoven[4] - 579
6. Henk Bos - 130
7. Marian van der Meer - 782[7]
8. Coos Huysen - 94[7]
9. Wim Sinnige - 247[7]
10. Elske ter Veld[4] - 565[11]
11. Jos van Kemenade[8] - 392[9]
12. Ria Jaarsma-Buijserd - 184[5]
13. Henk Vos - 92[5]
14. Eveline Herfkens[4] - 267[6]
15. Owen Venloo - 361[5]
16. Pijkel Schröder - 220[11]
17. Willem Vermeend - 22[3]
18. Paula Wassen-van Schaveren - 301[15]
19. Arie van der Hek[16] - 70[15]
20. Hans Kombrink[19] - 195[5]
21. Klaas George de Vries[16] - 30[7]
22. Hein Roethof[13] - 132[7]
23. Stan Poppe[23] - 117[3]

### Den Helder
1. Joop den Uyl[1] - 117.197 stemmen[2]
2. Aad Kosto - 702
3. Dirk Duinker - 209
4. Henk Vos - 359[5]
5. Paula Wassen-van Schaveren - 1.638[15]
6. Eveline Herfkens[4] - 444[6]
7. Owen Venloo - 104[5]
8. Hans Brosse - 35
9. Tineke Netelenbos-Koomen - 508[10]
10. Gerard Heijne den Bak - 21[7]
11. Daan Sanders - 43
12. Pijkel Schröder - 148[11]
13. Tom Stom - 198
14. Rienk Spiekstra - 53
15. Martin Smid - 40
16. Ria Jaarsma-Buijserd - 74[5]
17. Marcel van Dam[13] - 845[9]
18. Dirk Dolman[16] - 136[7]
19. Ineke Haas-Berger[12] - 92[5]
20. Arie van der Hek[16] - 34[15]
21. Jos van Kemenade[8] - 199[9]
22. Hans Kombrink[19] - 52[5]
23. Marian van der Meer - 98[7]
24. Nora Salomons[24] - 176[7]
25. Ed van Thijn[24] - 384[22]

### Haarlem
1. Joop den Uyl[1] - 115.387 stemmen[2]
2. Piet Stoffelen - 408[3]
3. Harry van den Bergh - 921[10]
4. Ria Jaarsma-Buijserd - 1.643[5]
5. Tineke Netelenbos-Koomen - 1.195[10]
6. Gerard Heijne den Bak - 58[7]
7. Jan van Wensveen - 311
8. Owen Venloo - 389[5]
9. Loes van Marle - 275
10. Eveline Herfkens[4] - 94[6]
11. Elske ter Veld[4] - 369[11]
12. Henk Vos - 83[5]
13. Paula Wassen-van Schaveren - 235[15]
14. Coos Huijsen - 29[7]
15. Jacques Wallage[12] - 26[5]
16. Marian van der Meer - 116[7]
17. Wim Sinnige - 32[7]
18. Pijkel Schröder - 83[11]
19. Leen Hoffman - 9[3]
20. Gerard van der Horst - 19[10]
21. Jan Schaefer - 355[10]

### Middelburg
1. Joop den Uyl[1] - 57.035 stemmen[2]
2. Jaap van der Doef - 208[3]
3. Bert Broekhuis[4] - 247
4. Ed van Thijn[24] - 171[22]
5. Willem Sloots - 75
6. Jo Korstanje - 185
7. Meiny Epema-Brugman[19] - 217[3]
8. Arie van der Hek[16] - 15[15]
9. Jeanne Hoogendoorn-Herfkens - 149
10. Dirk Dolman[16] - 56[7]
11. Gerrit Schoenmakers - 87
12. Frits Castricum[25] - 8[10]
13. Ineke Haas-Berger[12] - 63[5]
14. Hans Kombrink[19] - 22[5]
15. Ina Müller-van Ast[20] - 19[3]
16. Elske ter Veld[4] - 38[11]
17. Nora Salomons[24] - 40[7]
18. Max van der Stoel[16] - 45[7]
19. Relus ter Beek[17] - 7[7]
20. Harry van den Bergh[21] - 22[10]
21. Pijkel Schröder - 21[11]
22. Marcel van Dam[13] - 134[9]
23. Jos van Kemenade[8] - 18[9]
24. Wim Meijer[14] - 8[15]
25. David van Ooijen[8] - 29[3]
26. Bram Stemerdink[20] - 4[3]
27. Piet Stoffelen[21] - 2[3]
28. Klaas George de Vries[16] - 4[7]
29. Hein Roethof[13] - 3[7]
30. Schelto Patijn[16] - 16[7]

### Utrecht
1. Joop den Uyl[1] - 118.578 stemmen[2]
2. Hein Roethof - 720[7]
3. Marcel van Dam - 1.505[9]
4. Jaap van der Doef[18] - 615[3]
5. Elske ter Veld[4] - 695[11]
6. Sonja van der Gaast-Bakker Schut - 2.382
7. M.F. van Stiphout-Croonenburg - 299
8. Arriën Kruyt - 91
9. Pijkel Schröder - 64[11]
10. J.J. Huige - 90
11. Chris van der Schoot - 47
12. Gerard Heijne den Bak - 28[7]
13. Ab Engelsman - 22
14. Marian van der Meer - 13[7]
15. Owen Venloo - 125[5]
16. James van Lidt de Jeude - 90
17. Piet van Baal - 17
18. Eveline Herfkens[4] - 54[6]
19. N.A.J. Mul - 28
20. Mark Israël - 49
21. Paula Wassen-van Schaveren - 258[15]
22. Piet Reckman - 65
23. Wim van Gelder - 44
24. Peter de Klerk - 40
25. Wim Hart - 32
26. Ria Jaarsma-Buijserd - 56[5]
27. Johan Chandoe - 85
28. Maurits Groenenberg - 31
29. Ed van Thijn[24] - 409[22]
30. Schelto Patijn[16] - 64[7]

### Leeuwarden
1. Joop den Uyl - 119.070 stemmen[2]
2. Kees Zijlstra - 1.050[3]
3. Wilfried de Pree[26] - 737
4. Joop van den Berg - 832
5. Harm de Vos - 147
6. Geke Faber-Werkman - 942
7. Joop Hooiring - 108
8. Rita Claassen-van Gelder - 380
9. Frank de Vries - 81
10. Johannes Boorsma - 109
11. Hannie Bruinsma-Kleywegt - 184
12. Johannes Spijksma - 41
13. Leendert Kant - 37
14. Jan Schurer - 36
15. Joop Pison - 23[10]
16. Henk Vos - 15[5]
17. Tineke Witteveen-Hevinga - 64[10]
18. Peter de Haan - 55
19. Jaap Goorhuis - 52
20. Elske ter Veld[4] - 149[11]
21. Jeen Oljans - 15
22. Geart Vledder - 24
23. At See de Haan - 10
24. Pieneke Wiertz - 28
25. Freek Dijkhuizen - 29
26. Coos Huysen - 3[7]
27. Eveline Herfkens[4] - 76[6]
28. Jacques Wallage[12] - 75[5]

### Zwolle
1. Joop den Uyl[1] - 168.563 stemmen[2]
2. Wim Meijer - 814[15]
3. Hessel Rienks - 508
4. Flip Buurmeijer - 562
5. Margriet Meindertsma - 2.429
6. Gaston Sporre - 217
7. Walter Bohle - 309[10]
8. Lammert Halfwerk - 186
9. Bernard Duimel - 194
10. Bert Strijbos - 59[10]
11. Rien Mertens - 127
12. Ruud Zuidhoek - 115
13. Henk Kraaijenbrink - 82
14. Pijkel Schröder - 118[11]
15. Seef Moester - 164
16. Theo Ikink - 54
17. Meine Veld - 32
18. Cees Brekelmans - 42
19. Kees van den Anker[8] - 75[10]
20. Ypke Landstra - 226

### Groningen
1. Joop den Uyl[1] - 131.089 stemmen[2]
2. Ineke Haas-Berger - 3.143[5]
3. Jacques Wallage - 1.576[5]
4. Bonno Spieker[26][4] - 512
5. Henk de Hamer - 1.691
6. Jan Dobma - 314
7. Hein Kurvers - 116
8. Evert van Dijk - 142
9. Ed van Thijn[24] - 319[22]
10. Jos van Kemenade[8] - 179[9]
11. Kees Zijlstra[1] - 52[3]
12. Relus ter Beek[17] - 79[7]
13. Eveline Herfkens[4] - 199[6]
14. Pieter Boschma - 185
15. Marten Zijlstra - 65
16. Roel Schuthof - 24
17. Wim Cornelis - 40
18. Kor Boer - 44
19. Ger Kuipers - 68
20. Gerda Bosma - 166
21. Lammert Westerhoff - 75
22. Jan Kuiper - 16
23. Henk Hamming - 99
24. Adriaan van Veldhuizen - 21
25. Bernard Wummels - 37
26. Wim Meijer[14] - 25[15]
27. Stan Poppe[23] - 14[3]
28. Max van der Stoel[16] - 201[7]
29. Marcel van Dam[13] - 412[9]
30. Jan Schaefer - 99[10]

### Assen
1. Joop den Uyl[1] - 96.426 stemmen[2]
2. Relus ter Beek - 1.174[7]
3. Henk Knol - 1.770
4. Tineke Witteveen-Hevinga - 941[10]
5. Klaas de Vries - 157
6. Piet Knollema - 98
7. Dick Kalk - 32
8. Marcel van Dam[13] - 343[9]
9. Dineke van As-Kleywegt - 192
10. John Anema - 55
11. Jos van Kemenade[8] - 87[9]
12. Henk Weggemans - 72
13. Paula Wassen-van Schaveren - 68[15]
14. Ron de la Rie - 118
15. Frans Koffrie - 34
16. Ed van Thijn[24] - 73[22]
17. Pijkel Schröder - 26[11]
18. Henk Woelders - 54
19. Jan Hamel - 16
20. Kees Zijlstra[1] - 12[3]
21. Ineke Haas-Berger[12] - 107[5]
22. Aaldrik Eshuis - 25
23. Nora Salomons[24] - 24[7]
24. Wim Meyer[14] - 11[15]
25. Max van der Stoel[16] - 106[7]
26. Marijke Wuthrich-van der Vlist - 13
27. Jacques Wallage[12] - 40[5]
28. Kitty Hooft-Lampe - 18
29. Wim Zwaan - 81
30. Arie van der Hek[16] - 38[15]

### Maastricht
1. Joop den Uyl[1] - 148.177 stemmen[2]
2. Thijs Wöltgens - 3.339
3. Martin Konings - 2.086
4. Gé Schaapman - 924
5. John Wevers - 512
6. Henk Blaauw - 155
7. Nic Tummers - 576
8. John van Dijk - 283
9. Ad Lagas - 123
10. Paul Nagels - 223
11. Jan Tindemans - 545
12. Mieke Smeets-Janssen - 595
13. Hans de Keyzer - 173
14. Jac Bennis - 255
15. Ruud Guyt - 291
16. Jo Andriesma - 44
17. Mia Ebbelink-Eikenboom - 487
18. Henk Opsteegh - 189
19. Huub Kessels - 193
20. André Coumans - 232
21. Jessie Koene-Pypers - 146
22. Gerard Peters - 145
23. Servaas Huys - 110
24. Johan Vriesema - 494
25. Ger Kockelkorn - 237
26. Henk Riem - 33
27. Eef Kogeldans - 179
28. Gerard Kras - 76
29. Noud Sleegers - 203
30. Fré van der Zee - 405

PvdA · CDA · VVD · D'66 · SGP · PPR · CPN · GPV · PSP · Rechtse Volkspartij · DS'70 · RKPN · Partij van Rijksgenoten · Kleine Partij · God Met Ons · Nederlandse Evolutie Partij · Leefbaar Nederland · SP · De Vrede Partij · RPF · Realisten '81 · IKB · NVU · Centrumpartij · Partij tot Likwidatie van Nederland · Wereld Welzijns Bewustwording · EVP · SOS
1946 · 1948 · 1952 · 1956 · 1959 · 1963 · 1967 · 1971 · 1972 · 1977 · 1981 · 1982 · 1986 · 1989 · 1994 · 1998 · 2002 · 2003 · 2006 · 2010 · 2012 · 2017 · 
2021 · 2023